# Толеньо
Толѐньо (на италиански: Tollegno; на пиемонтски: Tolegn, Толен) е малко градче и община в Северна Италия, провинция Биела, регион Пиемонт. Разположено е на 495 m надморска височина. Населението на общината е 2667 души (към 2010 г.).